# In Case You Didn't Feel Like Showing Up
In Case You Didn't Feel Like Showing Up er Ministrys første livealbum. Det blev udgivet i september 1990.

## Numre
| Nr. | Titel            | Længde |
| --- | ---------------- | ------ |
| 1.  | "The Missing"    | 3:35   |
| 2.  | "Deity"          | 3:38   |
| 3.  | "So What"        | 11:29  |
| 4.  | "Burning Inside" | 6:23   |
| 5.  | "Thieves"        | 5:09   |
| 6.  | "Stigmata"       | 9:31   |